# 歐洲甘藍粉蝨
歐洲甘藍粉蝨（学名：Aleyrodes proletella）为粉蝨科粉蝨屬下的一个种。